# Max Sinzheimer
Max Sinzheimer   (Frankfurt del Main, 1894 - 16 d'octubre de 1977) va ser un director d'orquestra alemany-estatunidenc, director del cor, pianista, organista i compositor.

## Biografia
Max Sinzheimer va néixer com a fill de l'empresari Siegmund Sinzheimer (1857-1927) i de la seva esposa Bertha, nascuda. Marx (1869-1921). Va rebre la seva primera formació musical a Frankfurt del Main de l'organista Carl Breidenstein i de Bernhard Sekles al Conservatori de Hochschen i posteriorment va estudiar composició amb Walter Braunfels a Múnic. El 1915, als 21 anys, es convertí en repétiteur al "Landestheater Darmstadt" i el 1917 anà al Teatre Nacional de Mannheim com a "Kapellmeister". Allà va tenir els dos reconeguts directors Wilhelm Furtwängler i Felix Ledereral al seu costat, de manera que com a principiant només era el responsable de l'òpera lleugera i de les operetes. Des de 1919, Sinzheimer va ser també el director artístic de la societat coral jueva "Liederkranz". El 1920 va acabar el seu compromís al teatre. Sinzheimer va romandre a Mannheim com a músic independent, ensenyant i dirigint lOrquestra Stamitz, de la que va ser cofundador, i on entre els seus alumnes tingué a Hans Eppstein. Aquí, Sinzheimer també va conèixer la seva dona Lene Hesse-Sinzheimer (1896–1957), la directora de concerts de l'orquestra. Sinzheimer també va participar en la "Mannheim Society for New Music" i va dirigir el cor Bach de l'Església Evangèlica del Crist.
A finals de la dècada de 1920, Sinzheimer també va assumir la direcció del cor de la sinagoga; després de 1933, a la societat coral Liederkranz només se li va permetre treballar en la vida musical jueva. Com a conseqüència del pogrom de novembre de 1938, Sinzheimer va estar empresonat al camp de concentració de Dachau durant gairebé un mes abans que ell i la seva dona poguessin emigrar als Estats Units a través de Londres el març de 1939. Va aconseguir entrar a Chicago com a músic, on va ser director del Departament d'Òpera i Coral de la Universitat Americana de Música de Chicago i va treballar com a director musical a l'església luterana de St. Andrew. La seva primera esposa Lene Hesse-Sinzheimer va morir el 1957; havia ensenyat a la "Chicago School of Music" i també havia actuat com a solista. Als anys seixanta, Max Sinzheimer es va casar amb Gertrude Margaretha Schamber (1904-1993), també emigrada alemanya.
Després del final de la Segona Guerra Mundial, Sinzheimer va ser indemnitzat en virtut d'un acord entre l'estat de Baden-Württemberg i l'IRSO.